# Phycosoma excisum
Phycosoma excisum is een spinnensoort in de taxonomische indeling van de kogelspinnen (Theridiidae).
Het dier behoort tot het geslacht Phycosoma. De wetenschappelijke naam van de soort werd voor het eerst geldig gepubliceerd in 1889 door Eugène Simon.